# Platynus anthicoides
Platynus anthicoides är en skalbaggsart som beskrevs av Thomas Casey. Platynus anthicoides ingår i släktet Platynus och familjen jordlöpare. Inga underarter finns listade i Catalogue of Life.